# 塔吉克河流列表
塔吉克河流列表，列舉全部或部分在塔吉克境內的河流，並依照流域排列；支流則由河口至源頭排序。

## 注入鹹海
- 阿姆河：跨國河流。
  - 澤拉夫尚河：跨國河流，下游位於烏茲別克境內。
  - 蘇爾漢河：跨國河流，下游位於烏茲別克境內。
  - 科法爾尼洪河
  - 瓦赫什河：跨國河流，上游位於吉爾吉斯境內。
  - 噴赤河：跨國河流
    - 巴爾坦格河：跨國河流，上游位於阿富汗境內。

- 錫爾河：跨國河流。